# سيباستيان كونراد
سيباستيان كونراد (بالبولندية: Sebastian Konrad)‏ هو ممثل بولندي، ولد في 11 ديسمبر 1971 في بولندا.

## وصلات خارجية
- سيباستيان كونراد على موقع IMDb (الإنجليزية)